# SuperTux
SuperTux és un programari lliure, estil clàssic 2 dimensions, inspirat en les sèries del joc de Nintendo Super Mario. Està distribuït segons la GNU GPL Fou creat inicialment per Bill Kendrick i està mantingut actualment per l'equip de desenvolupament del SuperTux. El programa està disponible en català.
En lloc del Mario, l'heroi és el Tux, la mascota del nucli Linux. Força gràfics del joc foren creats per Ingo Ruhnke, creador del Pingus.

## Història

### Versió 0.0.4
La versió 0.0.4 del SuperTux fou realitzada a l'abril del 2003. Gràcies a l'interès generat en ser el joc del mes el març del 2004, SuperTux arribà al seu primer milestone, un món sencer jugable similar al Super Mario Bros., el 2 de març de 2004.

### Versió 0.1.3
La versió 0.1.3 fou realitzada primerament el 9 de juliol de 2005. Inclou un món principal (26 nivells), i dues illes extra (22 i 28 nivells, respectivament), que inclou nivells oficials i creats pels fans. Actualment, el codi font, i els paquets binaris de Linux, Windows, i Mac OS X són disponibles ara mateix. Els binaris per altres sistemes operatius estaran acabats d'aquí poc.

### Versió 0.3.0
La versió 0.3.0 (també coneguda com a Milestone 1.9) fou realitzada el 17 de desembre del 2006. És una versió de desenvolupament per a la futura 0.4. Algunes de les seves característiques són:
- Sistema de col·lisió escrit de nou.
- Joc de caselles (tileset) de bosc.
- Resolució de 800x600 píxels.
- Traduccions i compatibilitat amb UTF-8.
- Motor d'escriptura Squirrel.

La versió 0.3.0 del SuperTux és considerada inestable, i incloure-la en una Distribució Linux està fortament desaprovat. Algunes distribucions, com el Debian, l'inclouen en un paquet separat.

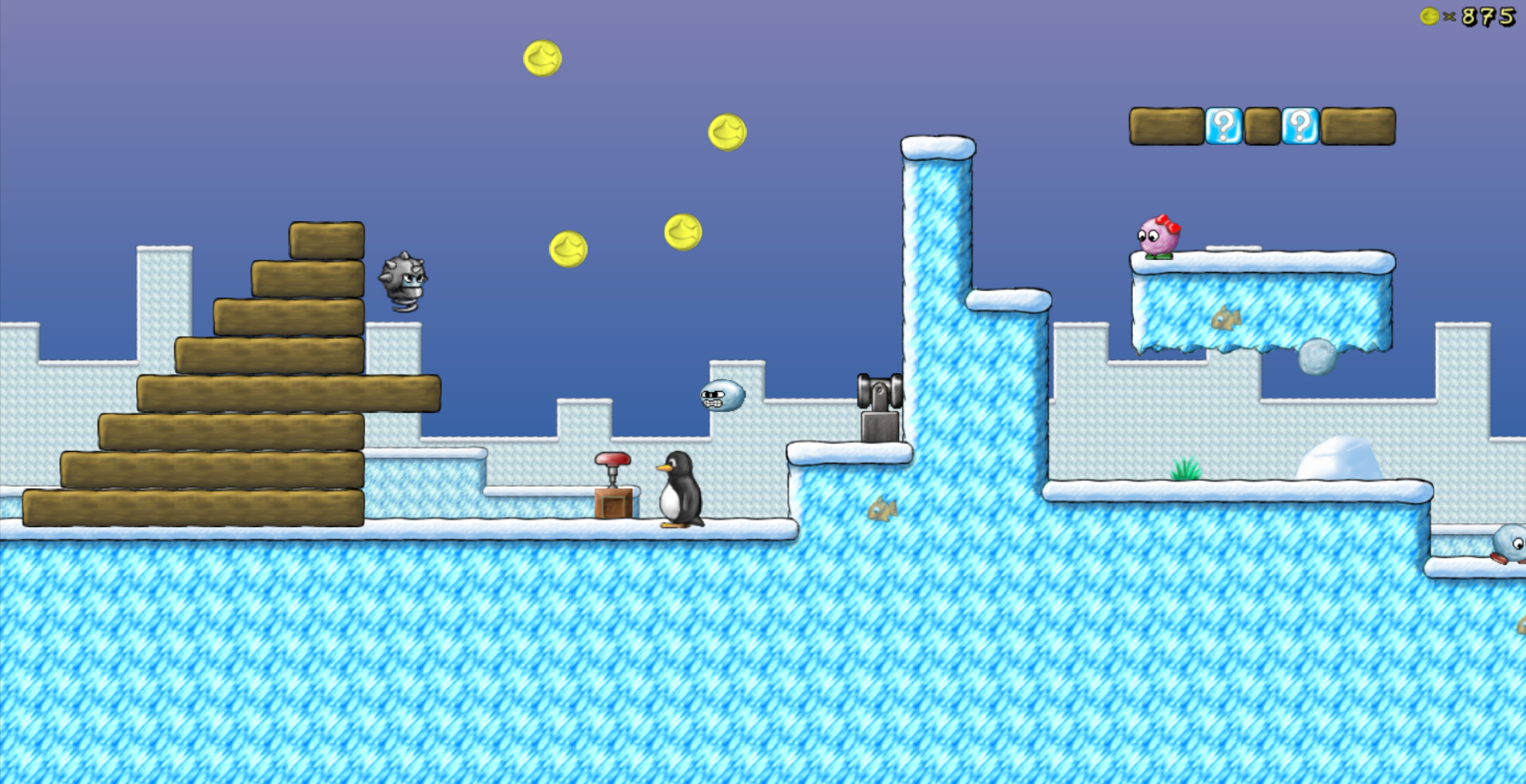
Un nivell del joc.

### Versió 0.4.0
La versió 0.4.0 (també coneguda com a Milestone 2) fou realitzada el 20 de desembre del 2015. Algunes de les seves característiques són:
- Un motor de joc gairebé completament reescrit basat en OpenGL, OpenAL, SDL2,...
- Suport a les traduccions
- Administrador dins del joc per a descarregar complements i traduccions
- Illa de bonificació III, per ara inacabats Món forestal i els nivells de desenvolupament a l'Illa d'incubació
- Un cap final a "Icy Island"
- Bandes sonores noves i millorades i efectes de so
- Nous malvats, bonificacions i power-ups (aire, terra- i el gel-flors)
- 1 Halloween "titlemap"
- Nous efectes gràfics (objectes brillants, partícules…)
- Els nivells i mapes ara són seqüències d'ordres utilitzant Squirrel
- Molts més objectes en el joc: trampolins, interruptors, pedres portàtils, vent, plataformes mòbils,... - la majoria d'aquests tenen API scripting
- Millora de les estadístiques
- Molts canvis invisibles, com les proves unitàries, millores en l'eficiència i més correccions d'errors

SuperTux funciona sobre Linux, Windows, i Mac OS X. També hi ha disponibles paquets per a altres plataformes (FreeBSD, BeOS…). El joc també s'ha adaptat a GP2X i Pocket PC com també a la PSP.

## Enemics
Aquí sota hi ha una galeria d'enemics que el SuperTux haurà de superar.

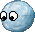
Bouncing Snowball
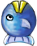
Fish
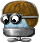
Flying Snowball
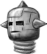
Jumpy
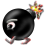
Mr. Bomb
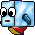
Mr. Ice Block
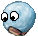
Snowball
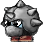
Spiky